# 大月拡幅
大月拡幅（おおつきかくふく）は栃木県足利市内を通り、北関東自動車道足利IC接続道路を含む国道293号の現道拡幅事業である。

現道区間は朝夕の通勤時間帯には渋滞が発生しており、北関東自動車道足利ICの供用により、更なる交通渋滞が予測される。北関東自動車道へのアクセスと円滑な交通を確保するとともに、足利市における観光、産業及び地域振興に貢献し、より安全で快適な道路整備の実現を目的としている。
当初は足利IC供用開始までに全区間の整備を終えて供用開始する予定だったが、用地取得の遅れにより現在も一部区間で工事が続いている。

## 路線データ
- 起点：栃木県足利市樺崎町
- 終点：栃木県足利市大月町
- 総距離：2.1km
- 車線数：4車線
- 幅員：25m
- 全体事業費：59.6億円

## 沿革
- 1991年2月：都市計画決定
- 1996年度：事業化、用地着手
- 2004年度：工事着手
- 2011年3月：北関東自動車道足利IC供用開始、起点-大月小学校間が4車線供用開始

## 接続するおもな道路
- 北関東自動車道足利インターチェンジ
- 栃木県道40号足利環状線

## 沿線施設
- 東都セパレーター工業足利工場
- 足利市立大月小学校
- 足利中央特別支援学校